# Mariusz Ziółko

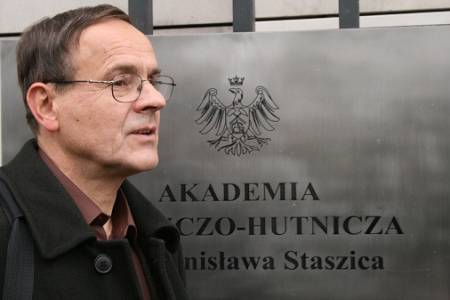
Mariusz Ziółko (2014)

Mariusz Ziółko (* 18. September 1946 in Hamburg) ist ein polnischer Ingenieur. Er ist seit 2005 Professor für Automatik und Signalverarbeitung am AGH Department of Electronics.

## Leben
Ziółko graduierte 1970 an der Technischen Universität AGH in Krakau, wo er 1973 promovierte und sich 1990 habilitierte. Vom polnischen Präsidenten erhielt er 2001 den Ehrentitel eines Professors für technische Studien. Er war Stipendiat des Deutschen Akademischen Austauschdienstes (DAAD) an der Bergischen Universität Wuppertal und im Jahr 2005 Gastprofessor an der Fachhochschule St. Pölten, Österreich. Am AGH Department of Electronics hat er eine Professur inne und leitet dort die Forschungsgruppe für digitale Signalverarbeitung. Darüber hinaus ist Ziółko Mitautor von Publikationen über mathematische Optimierungsmodelle im Bereich der Biologie. Er war Mitglied diverser wissenschaftlicher Organisationen wie Institute of Electrical and Electronics Engineers (IEEE), Society for Industrial and Applied Mathematics (SIAM), European Association for Signal Processing (EURASIP) und ISCA  und gehörte dort zum Expertenausschuss mehrerer Konferenzen. Außerdem haben seine Arbeiten die Entwicklung polnischer Spracherkennungstechnologien beeinflusst.